# مسجد جامع محمدآباد کویر
مسجد جامع محمدآباد کویر در شهرستان آران و بیدگل، روستای شهر آباد کویر واقع شده و این اثر در تاریخ ۲۵ اسفند ۱۳۷۹ با شمارهٔ ثبت ۳۶۲۲ به‌عنوان یکی از آثار ملی ایران به ثبت رسیده است.